# Bridge over Troubled Water (노래)
〈Bridge over Troubled Water〉는 미국의 포크 듀오 사이먼 & 가펑클의 곡이다. 듀오와 로이 할리가 프로듀싱한 이 노래는 1970년 1월에 후속곡으로 〈The Boxer〉로 발매되었다. 이 노래는 그들의 다섯 번째 스튜디오 음반인 《Bridge over Troubled Water》 (1970년)에 실렸다. 싱어송라이터 폴 사이먼이 작곡한 이 노래는 피아노로 연주되고 가스펠 음악의 영향을 받는다. 원래 스튜디오 녹음은 레킹 크루의 L.A. 세션 음악가들을 사용한 필 스펙터의 "월 오브 사운드" 기법의 요소들을 사용하고 있다.
다섯 번째와 마지막 음반으로 녹음된 마지막 곡이지만 첫 번째 곡은 완전히 완성되었다. 이 곡의 악기는 캘리포니아에서 녹음되었고 이 듀오의 보컬은 뉴욕에서 녹음되었다. 사이먼은 그의 파트너인 아트 가펑클이 솔로로 노래를 불러야 한다고 느꼈고, 처음에는 가펑클의 초대가 거부되었지만 나중에는 받아들여졌다. 세션 음악가인 래리 넥텔은 이 곡으로 피아노를 연주하고 조 오스본은 베이스 기타를 연주하고 할 블레인은 드럼으로 노래를 마무리한다. 1971년 제13회 그래미상, 올해의 노래상 등 5개 부문에서 상을 받았다.

## 상업 실적
이 곡의 5분짜리 길이에도 불구하고, 컬럼비아는 팝 라디오에 〈Bridge Troubled Water〉를 서비스하기로 결정했다. 밥 딜런은 1965년에 〈Like a Rolling Stone〉이라는 곡으로 AM 라디오의 3분짜리 장벽을 지나 컬럼비아의 결정에 영향을 주었다. 1970년 2월 28일 빌보드 핫 100 차트 1위에 올랐고, 6주 동안 차트 1위를 지켰다. 〈Bridge over Troubled Water〉는 또한 미국의 어덜트 컨템포러리 차트에서 6주 동안 1위를 차지했다. 《빌보드》는 이 곡을 1970년 1위 곡으로 선정했다.
이 곡은 미국 음반 산업 협회에 의해 미국에서 백만 장 이상의 골드로 인정받았고, 전세계적으로 600만 장 이상이 팔리면서 가장 많이 팔린 싱글 음반에 포함되었다.

## 시상식
이 싱글은 1971년 그래미 어워드에서 그래미 올해의 레코드상과 올해의 노래상을 수상했고 음반도 같은 해에 여러 개의 상을 받았다.

## 커버
〈Bridge over Troubled Water〉는 엘비스 프레슬리와 윌리 넬슨을 포함한 50명이 넘는 아티스트들이 취재했다. 메리 클레이턴은 그녀의 1970년 음반 《Gimme Shelter》에 가스펠 스타일의 버전을 녹음했다. 조니 캐시의 음반 《American IV: The Man Comes Arew》에 캐시와 피오나 애플이 녹음한 커버는 2003년 보컬과 함께 베스트 컨트리 콜라보레이션으로 그래미 어워드 후보에 올랐다.

### 아레사 프랭클린
아레사 프랭클린의 가스펠 커버 버전은 1971년 3월 애틀랜틱 45-2796에서 발매되었으며, 미국 알앤비 차트에서 1위, 팝 차트에서 6위에 올랐다. 이 싱글은 미국 음반 산업 협회가 200만장을 판매하며 골드를 인증받았고, 이후 1972년 그래미 어워드 최우수 여성 알앤비 보컬상을 수상했다. 싱글의 길이는 3:18이고, 수많은 컴필레이션에 등장하는 더 긴 스튜디오 버전인 5:31은 1971년 프랭클린의 《Aretha's Greatest Hits》에서 처음 발매되었다. 그녀의 버전은 《Greatest Moments, Volume III: Various Artists》에 수록되었다. 프랭클린은 또한 1971년 그래미 어워드에서 그녀의 버전을 데뷔시켰다.

### 페기 리
페기 리는 1970년 초 캐피틀 레코드에 의해 1970년 4월에 발매된 동명의 음반을 위해 이 노래를 녹음했다.

### 임다미
임다미는 2013년 9월 29일 호주 《더 엑스 팩터》 5번째 시즌을 주제로 한 패밀리 히어로즈 6번째 라이브 쇼에서 이 노래를 취재했다. 임다미의 노래 퍼포먼스는 호주 싱글 차트 15위로 데뷔했다. 이후 임다미는 호주에서 1위로 데뷔한 동명의 음반에 수록된 곡의 버전을 발표해, 플래티넘 인증을 받았다.

## 인증
| 국가                                                            | 인증 | 판매량/출하량 |
| --------------------------------------------------------------- | ---- | ------------- |
| 영국 (BPI)                                                      | 골드 | 400,000       |
| 미국 (RIAA)                                                     | 골드 | 1,000,000^    |
| ^출하량을 기반으로 한 인증 · 판매량+스트리밍을 기반으로 한 인증 |      |               |